# Asplenium paucifolium
Asplenium paucifolium är en svartbräkenväxtart som beskrevs av Roland Napoléon Bonaparte. Asplenium paucifolium ingår i släktet Asplenium och familjen Aspleniaceae. Inga underarter finns listade.